# Santo Domingo (Chili)
Pour les articles homonymes, voir Santo Domingo.
Santo Domingo, fondée sous l'appellation Rocas de San Domingo, est une ville et une commune du Chili faisant partie de la province de San Antonio, elle-même située dans la région de Valparaiso. Sa superficie est de 536 km2 et sa population de 8 914 habitants d'après le recensement de 2012.

## Géographie
Le territoire de la commune se trouve au bord de l'Océan Pacifique et comporte de longues plages. Elle est bordée au nord et au nord-est par le rio Maipo et au sud par le rio Rapel. Santo Domingo se trouve à 91 kilomètres à l'ouest de la capitale Santiago et à 66 kilomètres au sud de Valparaiso capitale de la Région de Valparaiso.

Position de Santo Domingo (en rouge) au sein de la Région de Valparaiso.